# Križe (Tržič, Slovenija)
Križe je naselje u slovenskoj Općini Tržiču. Križe se nalazi u pokrajini Gorenjskoj i statističkoj regiji Gorenjskoj. 

## Stanovništvo
Prema popisu stanovništva iz 2002. godine naselje je imalo 859 stanovnika.